# 北泰因賽德
北泰恩賽德（英語：North Tyneside），英國英格蘭東北區域泰恩-威爾郡的都市自治市，毗鄰南泰因賽德。

## 人口
於2005年，約有192,300人。